# Up in the Sky
Up in the Sky je podle oficiálních stránek debutové album švýcarské folk rockové hudební skupiny 77 Bombay Street, ve skutečnosti však pravděpodobně druhé v pořadí po albu Dead Bird z roku 2009. Album vyšlo 11. února 2011 ve vydavatelství Gadget Records a produkoval ho Thomas Fessler. Na psaní písní se podílejí všichni čtyři bratři a sami připouštějí, že se při odlišných názorech někdy pohádají.
Všech 12 skladeb bylo postupně vydáno kapelou jako singl, ale pouze k několika byl nahrán videoklip. Prvním vydaným singlem byla skladba „47 Millionaires“ z 29. března 2010. Nejúspěšnějšími singly alba jsou „Up in the Sky“, který obsadil 7. příčku, a „I Love Lady Gaga“, který se umístil na 19. pozici švýcarské hitparády. Celkem se alba prodalo přes 70 000 kusů, díky čemuž získalo double-platinové ocenění ve Švýcarsku a kapela 77 Bombay Street za něj dostala dvě ceny Swiss Music Awards.
Celkově album obsadilo třetí místo ve švýcarském žebříčku hudebních alb. Takto veliký úspěch byl i pro samotné členy kapely velmi překvapující. Již po získání první zlaté desky a první platinové desky říkali Simri-Ramon, resp. Esra, že tři až pět tisíc prodaných alb by považovali za úspěch. Místo toho vyrazili na turné, kdy se jim podařilo vytvořit nový návštěvnický rekord na Gurtenfestivalu v Bernu, kam přišlo přes 7 000 lidí. U většiny písní zpívá první hlas nejstarší z bratrů Matt, ovšem číslo pět „Miss You Girl“ zpívá Joe a druhý úspěšný singl „I Love Lady Gaga“ vede v prvním hlasu nejmladší Simri-Ramon.

## Seznam skladeb
Všechny skladby napsal(i) bratři Buchliovi. 
| Pořadí         | Název                | První hlas     | Délka |
| -------------- | -------------------- | -------------- | ----- |
| 1.             | 47 Millionaires      | Matt           | 3:36  |
| 2.             | Up in the Sky        | Matt           | 3:47  |
| 3.             | Forgotten Your Name  | Matt           | 3:32  |
| 4.             | Long Way             | Matt           | 3:31  |
| 5.             | Miss You Girl        | Joe            | 3:51  |
| 6.             | It's Now             | Matt           | 4:21  |
| 7.             | I Love Lady Gaga     | Simri-Ramon    | 3:25  |
| 8.             | In the War           | Matt           | 3:53  |
| 9.             | Hero                 | Matt           | 3:57  |
| 10.            | Waiting for Tomorrow | Matt           | 4:19  |
| 11.            | Number 2             | Matt           | 3:03  |
| 12.            | Get Away             | Matt           | 3:20  |
| Celková délka: | Celková délka:       | Celková délka: | 44:35 |